# Liza abu
Liza abu és un peix teleosti de la família dels mugílids i de l'ordre dels perciformes.

## Morfologia
Pot arribar als 20 cm de llargària total.

## Distribució geogràfica
Es troba a l'Iraq, Pakistan i als rius Tigris i Eufrates al seu pas per Turquia.